# Оушен-Гроув (Нью-Джерсі)
Оушен-Гроув (англ. Ocean Grove) — переписна місцевість (CDP) в США, в окрузі Монмаут штату Нью-Джерсі. Населення — 3057 осіб (2020).

## Географія
Оушен-Гроув розташований за координатами 40°12′43″ пн. ш. 74°0′25″ зх. д. / 40.21194° пн. ш. 74.00694° зх. д. (40.211820, -74.006944).  За даними Бюро перепису населення США в 2010 році переписна місцевість мала площу 1,11 км², з яких 0,96 км² — суходіл та 0,14 км² — водойми.

### Клімат
| Клімат : Оушен-Гроув    | Клімат : Оушен-Гроув | Клімат : Оушен-Гроув | Клімат : Оушен-Гроув | Клімат : Оушен-Гроув | Клімат : Оушен-Гроув | Клімат : Оушен-Гроув | Клімат : Оушен-Гроув | Клімат : Оушен-Гроув | Клімат : Оушен-Гроув | Клімат : Оушен-Гроув | Клімат : Оушен-Гроув | Клімат : Оушен-Гроув | Клімат : Оушен-Гроув |
| Показник                | Січ.                 | Лют.                 | Бер.                 | Квіт.                | Трав.                | Черв.                | Лип.                 | Серп.                | Вер.                 | Жовт.                | Лист.                | Груд.                | Рік                  |
| Середній максимум, °C   | 4,5                  | 5,9                  | 9,6                  | 14,8                 | 20,1                 | 25,3                 | 28,2                 | 27,6                 | 24,2                 | 18,4                 | 12,9                 | 7,3                  | 16,6                 |
| Середня температура, °C | 0,2                  | 1,6                  | 4,9                  | 10,2                 | 15,5                 | 20,8                 | 23,8                 | 23,3                 | 19,6                 | 13,6                 | 8,5                  | 3,2                  | 12,2                 |
| Середній мінімум, °C    | −4                   | −2,9                 | 0,4                  | 5,5                  | 10,8                 | 16,2                 | 19,4                 | 18,9                 | 15,1                 | 8,7                  | 4,0                  | −1,1                 | 7,6                  |
| Норма опадів, мм        | 92                   | 78                   | 101                  | 105                  | 95                   | 92                   | 119                  | 118                  | 91                   | 99                   | 99                   | 102                  | 1191                 |
| Вологість повітря, %    | 64.6                 | 61.7                 | 60.3                 | 61.8                 | 65.7                 | 70.0                 | 69.6                 | 71.2                 | 71.3                 | 69.4                 | 67.3                 | 65.3                 | 66.5                 |
| ----------------------- | -------------------- | -------------------- | -------------------- | -------------------- | -------------------- | -------------------- | -------------------- | -------------------- | -------------------- | -------------------- | -------------------- | -------------------- | -------------------- |
| Джерело: PRISM          |                      |                      |                      |                      |                      |                      |                      |                      |                      |                      |                      |                      |                      |

## Демографія
Згідно з переписом 2010 року, у переписній місцевості мешкали 3342 особи в 1948 домогосподарствах у складі 615 родин. Густота населення становила 3015 осіб/км².  Було 3132 помешкання (2825/км²).
Расовий склад населення:
| - 91,4 % — білих - 5,5 % — чорних або афроамериканців - 0,9 % — азіатів |

До двох чи більше рас належало 1,4 %. Частка іспаномовних становила 4,3 % від усіх жителів.
За віковим діапазоном населення розподілялося таким чином: 8,1 % — особи молодші 18 років, 67,4 % — особи у віці 18—64 років, 24,5 % — особи у віці 65 років та старші. Медіана віку мешканця становила 52,7 року. На 100 осіб жіночої статі у переписній місцевості припадало 83,2 чоловіків;  на 100 жінок у віці від 18 років та старших — 80,6 чоловіків також старших 18 років.
Середній дохід на одне домашнє господарство  становив 75 326 доларів США (медіана — 53 152), а середній дохід на одну сім'ю — 114 837 доларів (медіана — 83 724). Медіана доходів становила 53 542 долари для чоловіків та 49 583 долари для жінок. За межею бідності перебувало 7,0 % осіб, у тому числі 13,6 % дітей у віці до 18 років та 7,4 % осіб у віці 65 років та старших.
Цивільне працевлаштоване населення становило 1631 осіб. Основні галузі зайнятості: освіта, охорона здоров'я та соціальна допомога — 34,6 %, роздрібна торгівля — 18,7 %, науковці, спеціалісти, менеджери — 16,1 %.